# Салаев, Фазиль Идрис оглы
Фазиль Идрис оглы Салаев (азерб. Fazil İdris oğlu Salayev; 1 сентября 1931, Баку — 16 июня 1978, там же) — азербайджанский советский актёр театра и кино.

## Биография
Фазиль Салаев родился 1 сентября 1931 года в Баку, в семье Идриса Салаева. Фазиль окончил среднюю школу с отличными оценками, поступил в Художественное училище имени Азима Азимзаде. После окончания школы в 1956 году начал работать художником-оформителем в издательстве «Азернешр». Затем Фазиль передает свои документы в Институт театра (Университет культуры и искусств). Окончив в 1961 году Театральный институт, поступает в Азербайджанский Государственный Академический Драматический Театр. В первые годы актер играет разные роли на этой сцене.
В начале 1960-х годов, режиссер Гасан Сеидбейли приглашает его на эпизодические роли в «Есть и такой остров». В 1969 году образ кирщика Мохаммеда из фильма «Хлеб поровну» Шамиля Махмудбекова раскрывает талант Фазиля Салаева. Эта психологическая роль показала, сколь широк диапазон этого актёра. Данная роль является уникальным примером игры без слов в азербайджанском кино. Он часто выступал на сценах в программе «Мир комедии», которая когда-то была на телевизионных экранах.
Актёр скончался в Баку 16 июня 1978 года.

## Фильмография
- 1958 — Мачеха
- 1963 — Есть и такой остров
- 1964 — Звезда (фильм, 1964)
- 1965 — Двадцать шесть бакинских комиссаров (фильм)
- 1966 — Почему ты молчишь?
- 1968 — Именем закона
- 1969 — Хлеб поровну
- 1969 — В этом южном городе
- 1969 — Я помню тебя, учитель
- 1970 — Семеро сыновей моих
- 1971 — Звезды не гаснут
- 1971 — Последний перевал
- 1972 — Желание (фильм, 1972)
- 1973 — Счастья вам, девочки!
- 1974 — Страницы жизни (фильм, 1974)
- 1975 — Яблоко как яблоко
- 1976 — Дервиш взрывает Париж
- 1976 — В один прекрасный день (фильм, 1976)
- 1976 — Сердце... сердце...
- 1977 — Иду на вулкан
- 1977 — Лев ушёл из дома
- 1978 — Жена моя, мои дети (фильм, 1978)
- 1978 — Исследуй (фильм, 1978)